# Lucius Furius Medullinus (consul en -474)
Pour les articles homonymes, voir Furius Medullinus.
Lucius Furius Medullinus  est un homme politique romain du Ve siècle av. J.-C., consul en 474 av. J.-C.

## Famille
Il est membre des Furii Medullini, branche de la gens patricienne des Furii.

## Biographie
En 474 av. J.-C., il est élu consul avec Aulus Manlius Vulso,. Son collègue Manlius impose à Véies une trêve, accordée pour quarante ans. La paix étant revenue, les consuls procèdent au recensement de la population, qui est évaluée à 103 000 citoyens,
En 473 av. J.-C., le tribun de la plèbe Cnaeus Genucius le cite en justice avec son collègue Aulus Manlius Vulso pour avoir refusé de procéder à la distribution de terres aux citoyens pauvres proposée par Spurius Cassius Vecellinus et promise par le Sénat. Par un hasard opportun, le tribun décède le jour du jugement, et son absence annule le procès,.

### Auteurs antiques
- Tite-Live, Histoire romaine, Livre II, 54 sur le site de l'Université de Louvain
- Diodore de Sicile, Histoire universelle, Livre XI, 21 sur le site de Philippe Remacle
- (en) Denys d'Halicarnasse, Antiquités romaines, Livre IX, 25-49 sur le site LacusCurtius

### Auteurs modernes
- (en) T. Robert S. Broughton, The Magistrates of the Roman Republic : Volume I, 509 B.C. - 100 B.C., New York, The American Philological Association, coll. « Philological Monographs, number XV, volume I », 1951, 578 p.